# Ажирков, Пётр Иванович
Пётр Иванович Ажирков (1894—1955) — советский хозяйственный, государственный и политический деятель, Герой Социалистического Труда.

## Биография
Родился в 1894 году в селе Рыболово. Участник Первой Мировой войны, рядовой 162-го пехотного Ахалцыхского полка, награждён Георгиевским крестом 4-й степени, номер креста 792490.
С 1905 года — на хозяйственной, общественной и политической работе. В 1905—1955 гг. — батрак, участник Гражданской войны, на железной дороге, председатель колхоза «Борец» Бронницкого района Московской области.
Указом Президиума Верховного Совета СССР от 19 февраля 1948 года присвоено звание Героя Социалистического Труда с вручением ордена Ленина и золотой медали «Серп и Молот».
Избирался депутатом Верховного Совета РСФСР 3-го созыва и выдвигался депутатом 4-го созыва, но до выборов не дожил.
Умер скоропостижно 9 мая 1955 года.
Именем Петра Ажиркова в Рыболове был назван стадион при колхозе «Борец».